# Ocina de Jos (okręg Prahova)
Ocina de Jos – wieś w Rumunii, w okręgu Prahova, w gminie Adunați. W 2011 roku liczyła 389 mieszkańców.